# 李鳳 (泉州府知府)
李鳳（生年不詳—卒年不詳），山西大同人，明朝政治人物。

## 生平
洪武年间，担任泉州府知府，为官廉洁清正，被当地百姓祀名宦。